# Scalmicauda costalis
Scalmicauda costalis är en fjärilsart som beskrevs av Sergius G. Kiriakoff 1965. Scalmicauda costalis ingår i släktet Scalmicauda och familjen tandspinnare. Inga underarter finns listade.